# Peter Lu
Peter James Lu (chinesisch 陸述義, Pinyin Lù Shùyì; * 1978 in Cleveland, Ohio, USA) ist ein amerikanisch-kanadischer Physiker an der Harvard-Universität, einem bekannten Elite-Institut in Cambridge (Massachusetts).
Lus bislang größte Entdeckung ist der Nachweis von Penrose-Mustern in Kachel-Form auf zahlreichen Gebäuden der islamischen Welt. Diese Entdeckung stieß aufgrund ihrer politischen und wissenschaftlichen Relevanz weltweit auf großes Medieninteresse (u. a. Titelseiten der New York Times und The Times). Die Ausarbeitungen führten zur Quasi-Vorwegnahme der mathematischen Erkenntnisse der Penrose-Parkettierung aus dem Jahr 1974 durch die Girih-Kacheln, wie sie an zahlreichen Prachtbauten der islamischen Welt seit langem angebracht sind, jedoch bislang von der modernen Forschung nicht als solche erkannt wurden.

## Wirken
Bereits in frühen Jahren hat Lu mit fächerübergreifenden Hobbyprojekten für Aufsehen gesorgt: Im Bereich Biodiversität konnte er nachweisen, dass es angenommene, prähistorische Epochen mit massivem Artensterben so nicht gegeben hat, sondern dass die Behauptungen vielmehr auf einer unzureichend vorhandenen Anzahl Fossilien für diese Epochen beruhen.
Dies wird ergänzt durch historische Entdeckungen in der vorchristlichen Zeit. So konnte Lu etwa belegen, dass die Menschheit schon 4000 Jahre v. Chr., weit früher als bislang angenommen, diamanthaltige Poliermittel verwendet hat, um damit metall-oxidische, rituelle Äxte aus Korund (meist in Form von Saphir und Rubin) zu glätten, indem ein mittlerer Satz möglicher Verfahren angewandt und mikroskopisch mit den vorhandenen Fundstücken verglichen wurde. Die Ergebnisse dieser Kollaboration mit Princeton Wissenschaftler Nan Yao sind u. a. in dem Buch Handbook of Microscopy for Nanotechnology und der Publikation Earliest Use of Corundum and Diamond in Prehistoric China. zu finden. Weiterhin gelang ihm der Nachweis für den Einsatz hochwertiger Gravur-Maschinen für Schmuckbearbeitung in China vor ca. 2500 Jahren. Für ein wahrscheinliches Konstruktionsprinzip einer solchen Maschine wurde ein schematisches Modell erstellt, welches im Journal Science und der Encyclopædia Britannica Book of the Year 2005 beschrieben wurde.
Lu wuchs in Philadelphia auf und gewann sieben Goldmedaillen bei den Nationalen Wissenschaftsolympiaden, darunter vier in der Kategorie Gestein, Mineralien und Fossilien. Seinen Bachelor machte er mit summa cum laude im Jahr 2000 in Physik an der Princeton University. In seiner Bachelor-Arbeit mit Paul Steinhardt fand er Diffraktionsmuster in einem natürlich vorkommenden Quasikristall. Diese Arbeit wurde in Physical Review Letters publiziert.
Seine Promotion erhielt Lu 2008 in Harvard mit David Weitz als Doktorvater. In seiner Arbeit untersuchte er mittels kolloider Partikel Phasentrennung am kritischen Punkt. Um Erkenntnisse für zukünftige Verfahren zur qualitativ besonderen Materialtrennung zu gewinnen, hat er in Zusammenarbeit mit Astronauten an Bord der internationalen Raumstation ISS Verdunstungsvorgänge unter Schwerelosigkeit und die dabei auftretenden Muster untersucht. Die Arbeit wurde ergänzt durch die erfolgreiche Reproduktion der Beobachtungen mittels Computersimulation. Die Laborarbeit führte zu neuen Techniken zur Beobachtung und zum Modellieren kolloiden Verhaltens, und die Ergebnisse wurden u. a. im renommierten Journal Nature publiziert.
Bereits als Doktorand hielt Lu 60 Gastvorlesungen an Instituten weltweit und war jüngstes Vorstandsmitglied im Nationalen Wissenschaftsolympiaden-Komitee.

## Veröffentlichungen (Auszug)
- Peter J. Lu, E. Zaccarelli, F. Ciulla, A. Schofield, F. Sciortino, D. Weitz: Gelation of particles with short-range attraction. In: Nature. 453, 2008, S. 499–503.
- Peter J. Lu: Early Precision Compound Machine from Ancient China. In: Science. 304, 2004, S. 1638.
- Peter J. Lu, P. J. Steinhardt: Decagonal and Quasi-crystalline Tilings in Medieval Islamic Architecture. In: Science. 315, 2007, S. 1106–1110.
- L. Bindi, P. Steinhardt, Peter J. Lu:  Natural Quaicrystals. In: Science. 324, 2009, S. 1306–1309.